# 12 lipca
12 lipca jest 193. (w latach przestępnych 194.) dniem w kalendarzu gregoriańskim. Do końca roku pozostaje 172 dni.

## Święta
- Imieniny obchodzą: Bonifacy, Bruno, Brunon, Epifania, Euzebiusz, Feliks, Hilarion, Hilariona, Himisław, Imisława, Jan Gwalbert, Janina, Jazon, Leon, Leona, Marcjanna, Natan, Paulin, Prokles, Prokul, Świętożyźń, Tatomir, Wera i Weronika.
- Irlandia Północna – Rocznica bitwy nad Boyne (Dzień Oranżystów)
- Kiribati, Wyspy Świętego Tomasza i Książęca – Święto Niepodległości
- Polska – Dzień Walki i Męczeństwa Wsi Polskiej[1]
- Wspomnienia i święta w Kościele katolickim[2][3] obchodzą:
  - św. Bruno z Kwerfurtu (męczennik, biskup misyjny)
  - św. Hermagoras z Akwilei (męczennik, pierwszy biskup Aquilei)
  - św. Jan Gwalbert (opat)
  - św.św. Nabor i Feliks (męczennicy)
  - św. Paulin (pierwszy biskup Lukki)

## Wydarzenia w Polsce
- 1345 – Wojna polsko-czeska: wojska czeskie rozpoczęły nieudane, ośmiodniowe oblężenie Krakowa.
- 1346 – Bytów otrzymał prawa miejskie[4].
- 1410 – Wielka wojna z zakonem krzyżackim:
  - Na zamku w Bratianie odbyła się ostatnia przed bitwą pod Grunwaldem narada wojenna wielkiego mistrza Ulricha von Jungingena ze starszyzną krzyżacką.
  - Posuwająca się w głąb państwa krzyżackiego polska armia zajęła bez walki zamek nidzicki.
- 1469 – Wierzbica uzyskała prawa miejskie.
- 1473 – Wybuchł pożar Szprotawy, który spowodował exodus miejscowych sukienników do Zielonej Góry; z pożogi ocalał jedynie zamek.
- 1580 – Opublikowano przetłumaczoną na język staro-cerkiewno-słowiański Biblię ostrogską, pierwsze wydanie Biblii w języku słowiańskim.
- 1648 – Powstanie Chmielnickiego: Kozacy pod wodzą Maksyma Krzywonosa zdobyli Połonne i całkowicie je spalili dokonując rzezi mieszkańców.
- 1704 – Po ogłoszeniu w styczniu tego roku przez konfederację warszawską detronizacji Augusta II Mocnego, Sejm elekcyjny w postaci niewielkiego zgromadzenia szlachty, w otoczonym przez wojska szwedzkie Arvida Horna obozie podwarszawskim, dokonał formalnego wyboru Stanisława Leszczyńskiego na króla Polski, co doprowadziło do wybuchu wojny domowej.
- 1769 – Zwycięstwo konfederatów barskich nad Rosjanami w bitwie pod Słonimem.
- 1881 – Założono Kasę im. Józefa Mianowskiego – Fundację Popierania Nauki.
- 1894 – Ukazał się pierwszy numer pisma socjalistycznego „Robotnik”.
- 1900 – W Kaliszu odsłonięto pomnik Aleksandra II Romanowa.
- 1920 – W związku z trwającą wojną polsko-bolszewicką PKOl podjął decyzję o rezygnacji z udziału w VII Letnich Igrzyskach Olimpijskich w Antwerpii.
- 1925 – Prezydent Rzeczypospolitej Stanisław Wojciechowski dokonał otwarcia schroniska „Murowaniec” w Tatrach.
- 1931 – W Uzdowie odsłonięto pomnik bitwy pod Grunwaldem.
- 1934 – Utworzono Miejsce Odosobnienia w Berezie Kartuskiej.
- 1941 – w Białymstoku funkcjonariusze niemieckich 316. i 322. batalionów policji zatrzymali i rozstrzelali około 4–4,5 tys. Żydów.
- 1943 – Niemieccy żandarmi przeprowadzili pacyfikację Michniowa, w czasie której spalono żywcem i zastrzelono około 100 osób. W odwecie oddział partyzancki Jana Piwnika „Ponurego” rozstrzelał w nocy z 12 na 13 lipca co najmniej kilkunastu Niemców w zatrzymanym pod Łączną pociągu relacji Warszawa-Kraków.
- 1944 – Armia Krajowa dokonała udanego zamachu na Maksa Petersa, zastępcę szefa Sicherheitspolizei w Busku Zdroju.
- 1945 – Obława augustowska: Wojska Wewnętrzne NKWD wkroczyły na tereny w okolicy Puszczy Augustowskiej aresztując blisko 2000 osób, z których ok. 600 uprowadzono w nieznanym kierunku. Ich los do dziś nie jest znany.
- 1946 – Wszedł w życie Mały kodeks karny.
- 1947 – Drogą lotniczą z Londynu sprowadzono część zasobów Funduszu Obrony Narodowej (350 kg złota i 2,5 mln USD) oraz trumnę z ciałem zmarłego tam 9 lipca gen. Lucjana Żeligowskiego.
- 1949 – W celu przeprowadzenia badań naukowych otwarto grób królowej Jadwigi Andegaweńskiej w katedrze wawelskiej.
- 1955 – Rozwiązano ruch tzw. księży patriotów.
- 1958 – Wszedł do służby trałowiec bazowy ORP „Dzik” projektu 254.
- 1990:
  - Do służby w Siłach Powietrznych RP wszedł samolot Tu-154M nr boczny 101, który 10 kwietnia 2010 roku uległ katastrofie w Smoleńsku.
  - W nocy z 12 na 13 lipca spłonęła doszczętnie w wyniku podpalenia cerkiew Przemienienia Pańskiego na górze Grabarce.
- 1997 – Do Wrocławia dotarła powódź tysiąclecia.
- 2002 – Prof. Henryk Skarżyński jako pierwszy w świecie przeprowadził operację wszczepienia implantu ślimakowego w częściowej głuchocie (PDCI – ang. partial deafness cochlear implantation).
- 2005 – Padł pierwszy klaps na planie serialu telewizyjnego Ranczo[5].
- 2018 – Jerzy Brzęczek został nominowany na selekcjonera reprezentacji Polski w piłce nożnej mężczyzn (obowiązki podjął 1 sierpnia).
- 2020 – W drugiej turze wyborów prezydenckich ubiegający się o reelekcję Andrzej Duda pokonał Rafała Trzaskowskiego.
- 2024 – Telewizja Republika rozpoczęła nadawanie na ósmym multipleksie naziemnej telewizji cyfrowej.

## Wydarzenia na świecie

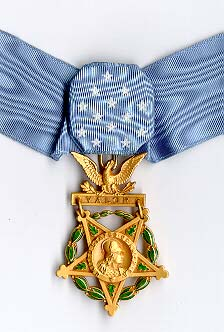
Awers Medalu Honoru w wersji US Army

- 526 – Feliks IV został papieżem.
- 1153 – Kardynał Corrado Demetri della Suburra został wybrany na papieża i przyjął imię Anastazy IV.
- 1191 – III wyprawa krzyżowa: krzyżowcy zdobyli Akkę.
- 1213 – Król niemiecki Fryderyk II Hohenstauf wydał Złotą Bullę z Chebu.
- 1253 – Frankfurt nad Odrą otrzymał prawa miejskie.
- 1260 – Wojska czeskie rozgromiły Węgrów w bitwie pod Kressenbrunn.
- 1321 – Król Węgier i Chorwacji Karol Robert nadał Żylinie status wolnego miasta królewskiego.
- 1416 – Wojska kondotiera Andrei Fortebraccio pokonały w bitwie pod Sant'Egidio obrońców Perugii dowodzonych przez Karola I Malatestę, co doprowadziło do upadku miasta i ogłoszenia Fortebraccio jego panem.
- 1470 – Wojska osmańskie zdobyły przybrzeżną grecką wyspę Eubea, likwidując państwo feudalne Triarchia Negroponte.
- 1472:
  - Książę Burgundii Karol Zuchwały zdobył, po miesięcznym oblężeniu, francuskie miasto Nesle i dokonał rzezi mieszkańców.
  - Przyszły król Anglii Ryszard III York poślubił w Winchesterze Annę Neville.
- 1493 – W Norymberdze ukazała się Liber chronicarum cum figuris ymaginibus abinicio mundi, zwana Kroniką Świata albo Kroniką norymberską.
- 1537 – Hiszpański podbój Peru: skonfliktowany z braćmi Pizarro konkwistador Diego de Almagro pokonał w bitwie nad rzeką Abancay wysłany przez Francisca Pizarro 400-osobowy oddział dowodzony przez Alonsa de Alvarado.
- 1543 – Król Anglii Henryk VIII Tudor poślubił Katarzynę Parr, szóstą i zarazem ostatnią ze swoich żon.
- 1561 – Została poświęcona cerkiew Wasyla Błogosławionego w Moskwie.
- 1562 – Na polecenie biskupa Jukatanu Diego de Landy spalono ponad 40 świętych ksiąg Majów i ok. 20 tys. obrazów i rekwizytów religijnych.
- 1589 – Założono Carycyn (obecnie Wołgograd).
- 1614 – Kawaleria joannitów i mieszkańcy Malty odparli ostatni duży najazd Turków na wyspę (6–12 lipca).
- 1638 – Wszedł do służby okręt wojenny HMS „Sovereign of the Seas”.
- 1652 – I wojna angielsko-holenderska: u wejścia do kanału La Manche Anglicy zaatakowali holenderski konwój wracający z Portugalii, zdobywając 7 i zatapiając 3 okręty przeciwnika.
- 1691:
  - Kardynał Antonio Pignatelli został wybrany na papieża i przyjął imię Innocenty XII.
- 1790 – Francuska Konstytuanta uchwaliła Konstytucję cywilną kleru.
- 1801 – II koalicja antyfrancuska: zwycięstwo floty brytyjskiej nad francuską w II bitwie pod Algeciras.
- 1806 – Utworzono Związek Reński.
- 1845 – W Her Majesty’s Theatre w Londynie odbyła się premiera baletu Taniec na cztery  z choreografią Julesa Perrota i muzyką Cesare Pugniego.
- 1849 – Wiosna Ludów: podczas austriackiej blokady Wenecji, z pokładu okrętu „Vulcano” przeprowadzono pierwszy w historii (nieudany) atak bombowy z użyciem balonów na ogrzane powietrze.
- 1858 – Cesarz Napoleon III Bonaparte i premier Królestwem Sardynii Camillo Cavour zawarli tajny, antyaustriacki układ z Plombières.
- 1861 – William Fox został po raz drugi premierem Nowej Zelandii.
- 1862 – Ustanowiono Medal Honoru, najwyższe amerykańskie odznaczenie wojskowe nadawane za wyjątkowe akty odwagi na polu walki.
- 1864 – Karol I został koronowany na króla Wirtembergii.
- 1870 – Opatentowano celuloid.
- 1873 – W Hiszpanii wybuchło powstanie Kantonalistów.
- 1876 – W Danii otwarto linię kolejową Svendborgbanen, łącząca Svendborg z Odense.
- 1878 – Cypr przeszedł spod panowania tureckiego pod rządy Wielkiej Brytanii.
- 1898 – Brytyjczycy William Ramsay i Morris William Travers odkryli ksenon.
- 1900 – Statek pasażerski „Deutschland” zdobył Błękitną Wstęgę Atlantyku.
- 1902 – W Wielkiej Brytanii utworzono rząd Arthura Balfoura.
- 1906 – Zrehabilitowano kapitana francuskiego sztabu generalnego Alfreda Dreyfusa, skazanego na karę dożywotniego pozbawienia wolności za szpiegostwo na rzecz Niemiec.
- 1916 – 2 osoby zginęły, a 1 została ciężko ranna w wyniku ataku rekinów u wybrzeży New Jersey.
- 1918 – U wybrzeży japońskiej wyspy Honsiu zatonął, w wyniku wybuchu amunicji w ładowni, pancernik „Kawachi”, w wyniku czego zginęło 621 członków załogi.
- 1920:
  - 6 lat po przepłynięciu przezeń pierwszego statku (15 lipca 1914) formalnie otwarto Kanał Panamski.
  - W Moskwie podpisano traktat litewsko-radziecki.
- 1922 – Rauf Orbay został premierem Turcji.
- 1928:
  - Król Włoch Wiktor Emanuel III odsłonił Pomnik zwycięstwa w Bolzano.
  - Radziecki lodołamacz „Krasin” odnalazł dwóch ocalałych uczestników zakończonej katastrofą wyprawy sterowcem „Italia” na biegun północny, a 17 lipca pięciu pozostałych.
- 1930:
  - Niemka Ellen Braumüller jako pierwsza kobieta przekroczyła granicę 40 metrów w rzucie oszczepem, ustanawiając w Berlinie rekord świata wynikiem 40,27 m.
  - W Buenos Aires tramwaj nie zatrzymał się mimo podniesionego mostu zwodzonego i wpadł do rzeki Matanza, w wyniku czego zginęło 56 spośród 60 jadących nim osób.
- 1932 – W Ankarze założono Instytut Języka Tureckiego.
- 1936 – W Belgradzie otwarto Ogród Zoologiczny.
- 1939 – Wenezuela wystąpiła z Ligi Narodów.
- 1940 – W Londynie ukazało się pierwsze wydanie „Dziennika Polskiego”.
- 1941:
  - Zawarto porozumienie między ZSRR a Wielką Brytanią o współdziałaniu w wojnie przeciw III Rzeszy.
  - W ramach alianckiej operacji „Exporter” przeciwko wojskom Francji Vichy wojska australijskie wkroczyły do Bejrutu.
- 1943:
  - Front wschodni: pod Prochorowką stoczono największą w historii bitwę pancerną.
  - W Krasnogorsku niemieccy komuniści założyli Narodowy Komitet Wolne Niemcy (NKFD).
  - Wojna na Pacyfiku: rozpoczęła się bitwa pod Kolombangarą (Wyspy Salomona)
- 1948:
  - I wojna izraelsko-arabska: zwycięstwo armii izraelskiej w II bitwie o Negba.
  - Ustanowiono flagę Korei Południowej.
- 1950:
  - René Pleven został premierem Francji.
  - Wojna koreańska: zwycięstwem wojsk północnokoreańskich nad amerykańskimi zakończyła się bitwa pod Chochiwon (10–12 lipca).
- 1953:
  - 58 osób zginęło w katastrofie amerykańskiego samolotu Douglas DC-8 na Pacyfiku.
  - Otwarto Stadion Przyjaźni we Frankfurcie nad Odrą.
- 1957:
  - Naczelny lekarz USA Leroy Burney opublikował pierwszy oficjalny raport stwierdzający związek raka płuc z paleniem papierosów.
  - Otwarto Port lotniczy Nowosybirsk-Tołmaczowo.
- 1960 – Abdirashid Ali Shermarke został premierem Somalii.
- 1961 – 72 osoby zginęły w katastrofie czechosłowackiego Iła-18 w marokańskiej Casablance.
- 1962 – W Londynie odbył się pierwszy koncert grupy The Rolling Stones.
- 1963 – Myra Hindley i Ian Brady, para brytyjskich tzw. „morderców z wrzosowisk”, uprowadzili i następnie zamordowali swą pierwszą spośród 5 niepełnoletnich ofiar.
- 1967 – W Newark w stanie New Jersey wybuchły 6-dniowe zamieszki rasowe, w których zginęło 26 osób, a 727 zostało rannych.
- 1970 – Po 57 dniach od wypłynięcia z Maroka Thor Heyerdahl dopłynął na papirusowej tratwie „Ra II” do Barbadosu.
- 1971 – W trakcie obchodów Narodowego Dnia Aborygenów w Adelaide wywieszono po raz pierwszy flagę australijskich Aborygenów.
- 1975 – Wyspy Świętego Tomasza i Książęca uzyskały niepodległość (od Portugalii). Pierwszym prezydentem został Manuel Pinto da Costa.
- 1976 – W bibliotece uniwersytetu w Fullerton w Kalifornii jej 37-letni pracownik Edward Charles Allaway zastrzelił 7 i ranił 2 swoich współpracowników, po czym uciekł do pobliskiego hotelu, gdzie został zatrzymany przez policję.
- 1979:
  - Kiribati uzyskało niepodległość (od Wielkiej Brytanii). Pierwszym prezydentem został Ieremia Tabai.
  - Włoski himalaista Reinhold Messner zdobył szczyt K2 w paśmie Karakorum bez użycia butli tlenowej.
  - W Nowym Jorku został zastrzelony szef mafijnej rodziny Bonanno Carmine Galante.
  - W pożarze hotelu „Corona de Aragón“ w hiszpańskiej Saragossie zginęły 83 osoby, a kilkadziesiąt doznało obrażeń.
- 1980:
  - Dokonano oblotu amerykańskiego samolotu-cysterny KC-10 Extender.
  - Oddano do użytku tunel drogowy Fréjus łączący Modane we Francji z Bardonecchią we Włoszech (na trasie Lyon – Turyn) pod przełęczą Col du Fréjus w Alpach Kotyjskich.
- 1988 – Została wystrzelona radziecka sonda marsjańska Fobos 2.
- 1989 – 14 osób zginęło, a 8 zostało ranionych z rąk uzbrojonego w strzelbę szaleńca we francuskiej miejscowości Luxiol.
- 1991:
  - Uchwalono nową konstytucję Bułgarii.
  - Została rozwiązana Sigurimi, tajna policja polityczna, działająca w komunistycznej Albanii.
- 1993 – U wybrzeży japońskiej wyspy Hokkaido wystąpiło trzęsienie ziemi o sile 7,8 stopni w skali Richtera. Wywołane przez wstrząs tsunami uderzyło w wyspę Okushiri, w wyniku czego zginęły 202 osoby.
- 1995 – Wojna w Bośni: oddziały zbrojne bośniackich Serbów rozpoczęły kilkudniową masakrę około 8 tys. muzułmańskich mężczyzn i chłopców w okolicach miasta Srebrenica.
- 1998 – W finale rozgrywanych we Francji XVI Mistrzostw Świata w Piłce Nożnej reprezentacja gospodarzy pokonała na Stade de France w podparyskim Saint-Denis Brazylię 3:0.
- 1999 – Guy Verhofstadt został premierem Belgii.
- 2001:
  - 200 km na zachód od stolicy Wenezueli Caracas rozbił się samolot PZL M28 Skytruck z polską delegacją handlową. Zginęło 13 osób, w tym wiceprezes Agencji Rozwoju Przemysłu Stanisław Padykuła, prezes PZL Mielec Daniel Romański i trzech pracowników przedsiębiorstwa oraz 8 Wenezuelczyków.
  - Rozpoczęła się misja STS-104 wahadłowca Atlantis.
- 2002 – Vladimír Špidla został premierem Czech.
- 2003 – Wszedł do służby lotniskowiec z napędem atomowym USS „Ronald Reagan”.
- 2004 – Valdas Adamkus został po raz drugi prezydentem Litwy.
- 2005:
  - 150 osób zginęło w katastrofie kolejowej w Pakistanie.
  - Albert II Grimaldi został zaprzysiężony na księcia Monako.
- 2006:
  - Izraelska armia wkroczyła do południowego Libanu.
  - Kolumbijska wyspa Malpelo została umieszczona na Liście Światowego Dziedzictwa UNESCO.
- 2009 – Dalia Grybauskaitė objęła urząd prezydenta Litwy.
- 2010:
  - Ministerstwo Sprawiedliwości Szwajcarii nie wyraziło zgody na ekstradycję Romana Polańskiego do USA.
  - Na dno Zatoki Meksykańskiej została opuszczona 75-tonowa kopuła, która powstrzymała trwający od 20 kwietnia wyciek ropy naftowej powstały po eksplozji na platformie wiertniczej Deepwater Horizon.
- 2012 – Wojna domowa w Syrii: syryjscy żołnierze i prorządowi bojówkarze dokonali masakry 150 osób w wiosce At-Trimsa koło Hamy.
- 2015 – 23 żołnierzy zginęło, a 19 zostało rannych w wyniku częściowego zawalenia się budynku koszar w centrum szkolenia rosyjskich wojsk powietrznodesantowych pod Omskiem.
- 2016:
  - 23 osoby zginęły, a 57 zostało rannych w wyniku czołowego zderzenia pociągów osobowych koło miasta Andria w południowych Włoszech.
  - Ibrahim Ghali został prezydentem Sahary Zachodniej.
- 2019 – Gitanas Nausėda został prezydentem Litwy.

## Astronomia
- 2011 – Neptun zakończył pierwszy pełny obieg wokół Słońca od czasu odkrycia w 1846 roku.

## Urodzili się
- 100 p.n.e. – Gajusz Juliusz Cezar, wódz i polityk rzymski (zm. 44 p.n.e.)
- 1394 – Yoshinori Ashikaga, japoński siogun (zm. 1441)
- 1468 – Juan del Encina, hiszpański dramatopisarz, poeta, kompozytor (zm. 1534)
- 1477 – Jacopo Sadoleto, włoski duchowny katolicki, biskup Carpentras, kardynał (zm. 1547)
- 1581 – Karol Malapert, flamandzki jezuita, uczony (zm. 1630)
- 1598 – Eufemia Radziwiłłówna, polska benedyktynka (zm. 1658)
- 1651 – Małgorzata Teresa Habsburżanka, cesarzowa rzymsko-niemiecka, królowa czeska i węgierska (zm. 1673)
- 1655 – Ernest, książę Saksonii-Hildburghausen (zm. 1715)
- 1657 – Fryderyk Wilhelm III, książę Saksonii-Altenburg (zm. 1672)
- 1659 – Krzysztof Lubieniecki, polski malarz (zm. 1729)
- 1669 – Henry Boyle, brytyjski arystokrata, polityk (zm. 1725)
- 1670 – Giuseppe Firrao, włoski kardynał (zm. 1744)
- 1675 – Evaristo Dall’Abaco, włoski kompozytor, skrzypek, wiolonczelista (zm. 1742)
- 1694 – Gustawa Karolina, księżniczka Meklemburgii-Strelitz, księżna Meklemburgii-Schwerin (zm. 1748)
- 1729 – Antoine de Sartine, francuski polityk (zm. 1801)
- 1730:
  - Giuseppe Maria Doria, doża Genui (zm. 1816)
  - Josiah Wedgwood, brytyjski producent porcelany (zm. 1795)
- 1751 – Julia Billiart, francuska zakonnica, święta (zm. 1816)
- 1762 – James Roos, amerykański prawnik, polityk, senator (zm. 1847)
- 1774 – Jozef Dekret-Matejovie, słowacki leśnik (zm. 1841)
- 1780 – Bonawentura Kudlicz, polski aktor, reżyser teatralny, śpiewak, dramatopisarz (zm. 1848)
- 1782 – Étienne Marc Quatremère, francuski orientalista (zm. 1857)
- 1797 – Adele Schopenhauer, niemiecka pisarka
- 1803 – Piotr Chanel, francuski duchowny katolicki, misjonarz, męczennik, święty (zm. 1841)
- 1805:
  - Domenico Carafa della Spina di Traetto, włoski duchowny katolicki, arcybiskup Benewentu, kardynał (zm. 1879)
  - Sven Jonas Stille, szwedzki lekarz, ochotnik w powstaniu listopadowym (zm. 1839)
- 1813:
  - Claude Bernard, francuski lekarz, fizjolog (zm. 1878)
  - Heinrich Düntzer, niemiecki pisarz, bibliotekarz, historyk literatury (zm. 1901)
- 1816:
  - Fredrik Marinus Kruseman, holenderski malarz (zm. 1882)
  - Giovanni Simeoni, włoski kardynał (zm. 1892)
- 1817
  - Alvin Saunders, amerykański polityk, senator (zm. 1899)
  - Henry David Thoreau, amerykański prozaik, poeta, filozof (zm. 1862)
- 1818 – Lorenzo Ilarione Randi, włoski kardynał (zm. 1887)
- 1824 – Eugène Boudin, francuski malarz-samouk (zm. 1898)
- 1825 – Mordecai Cubitt Cooke, brytyjski botanik, mykolog (zm. 1914)
- 1827 – Henri Rivière, francuski oficer marynarki, pisarz (zm. 1883)
- 1828 – Hilarion (Roganović), czarnogórski biskup prawosławny (zm. 1882)
- 1832:
  - Robert Bosse, niemiecki polityk (zm. 1901)
  - Bolesław Łopaciński, polski historyk (zm. 1904)
- 1839 – Jules Chaplain, francuski rzeźbiarz, medalier, rytownik (zm. 1909)
- 1840 – Benjamin Altman, amerykański przedsiębiorca, filantrop, kolekcjoner dzieł sztuki (zm. 1913)
- 1841 – Adolphus Warburton Moore, brytyjski alpinista (zm. 1887)
- 1843 – Mathias Mongenast, luksemburski polityk, premier Luksemburga (zm. 1926)
- 1844:
  - Alfred Barratt, brytyjski filozof, barrister (zm. 1881)
  - Ferdynand Orleański, francuski arystokrata (zm. 1910)
- 1846:
  - Julien Vidal, francuski duchowny katolicki, misjonarz, biskup, wikariusz apostolski Fidżi i prefekt apostolski Brytyjskich Wysp Salomona (zm. 1922)
  - Henryk Wierusz-Kowalski, polski generał brygady, lekarz wojskowy, bakteriolog, epidemiolog (zm. 1929)
- 1847 – Karl Heinrich Barth, niemiecki pianista, pedagog (zm. 1922)
- 1849 – William Osler, kanadyjski neurolog, patolog (zm. 1919)
- 1850:
  - Artur Cielecki-Zaremba, polski ziemianin, polityk (zm. 1930)
  - Oscar Neebe, amerykański anarchista pochodzenia niemieckiego (zm. 1916)
- 1851 – Juan Gualberto González, paragwajski polityk, prezydent Paragwaju (zm. 1912)
- 1854 – George Eastman, amerykański przemysłowiec, wynalazca (zm. 1932)
- 1857 – Maria Dolores od św. Eulalii Puig Bonany, hiszpańska zakonnica, męczennica, błogosławiona (zm. 1936)
- 1861 – Anton Arienski, rosyjski kompozytor, pianista, dyrygent (zm. 1906)
- 1863 – Albert Calmette, francuski fizyk, bakteriolog, immunolog (zm. 1933)
- 1864 – Harutiun Alpiar, ormiański pisarz, dziennikarz, satyryk (zm. 1919)
- 1867 – Károly Kaán, węgierski leśnik, pionier ochrony przyrody (zm. 1940)
- 1871:
  - Gustaw Daniłowski, polski pisarz, publicysta, działacz socjalistyczny i niepodległościowy (zm. 1927)
  - Jan Mazurkiewicz, polski psychiatra (zm. 1947)
- 1872:
  - Emil Hácha, czeski polityk, prawnik, prezydent Czechosłowacji oraz Protektoratu Czech i Moraw (zm. 1945)
  - Frederick Smith, brytyjski arystokrata, prawnik, polityk (zm. 1930)
- 1874 – Elsa von Freytag-Loringhoven, niemiecka artystka, poetka (zm. 1927)
- 1875 – Artur Gustowski, polski kupiec, dziennikarz, drukarz, wydawca (zm. 1940)
- 1876:
  - Alphaeus Philemon Cole, amerykański malarz, grawer, akwaforcista, pedagog, superstulatek (zm. 1988)
  - Max Jacob, francuski poeta, prozaik, krytyk literacki, malarz pochodzenia żydowskiego (zm. 1944)
- 1877 – Arthur M. Hyde, amerykański prawnik, polityk (zm. 1947)
- 1878:
  - Harold Hackett, amerykański tenisista (zm. 1937)
  - Michaił Nikołajew, rosyjski rewolucjonista (zm. 1956)
- 1879:
  - Jean Deny, francuski orientalista, językoznawca pochodzenia polskiego (zm. 1963)
  - Bolesław Raczyński, polski kompozytor, pedagog (zm. 1937)
- 1880:
  - Tod Browning, amerykański aktor, reżyser filmowy (zm. 1962)
  - Friedrich Wilhelm Wiktor Hohenzollern, pruski książę, prawnik, filozof, dyplomata (zm. 1925)
  - Janina Płoska, polska malarka (zm. 1945)
- 1881 – Edward Potts, brytyjski gimnastyk (zm. 1944)
- 1882:
  - Juan Gualberto Guevara, peruwiański duchowny katolicki, arcybiskup Limy, prymas Peru, kardynał (zm. 1954)
  - Péter Tóth, węgierski szablista (zm. 1967)
- 1884:
  - Linda Arvidson, amerykańska aktorka (zm. 1949)
  - Amedeo Modigliani, włoski malarz, rysownik, rzeźbiarz (zm. 1920)
  - Piotr Wojewodin, radziecki polityk (zm. 1964)
- 1885:
  - Riccardo Bartoloni, włoski duchowny katolicki, arcybiskup, nuncjusz apostolski (zm. 1933)
  - Niels Petersen, duński gimnastyk (zm. 1961)
- 1886:
  - Raoul Hausmann, austriacki malarz, fotograf (zm. 1971)
  - Jean Hersholt, duński aktor (zm. 1956)
  - Kajetan Stefanowicz, polski rotmistrz, malarz (zm. 1920)
- 1887 – Rudolph Lewis, południowoafrykański kolarz szosowy (zm. 1933)
- 1888 – Zygmunt Janiszewski, polski matematyk, wykładowca akademicki (zm. 1920)
- 1889 – Georg Albertsen, duński gimnastyk (zm. 1961)
- 1891 – Jetta Goudal, amerykańska aktorka (zm. 1985)
- 1892:
  - Harry Piel, niemiecki aktor, reżyser filmowy (zm. 1963)
  - Bruno Schulz, polski prozaik, krytyk literacki, grafik, malarz, rysownik pochodzenia żydowskiego (zm. 1942)
- 1894:
  - Wojciech Korsak, polski podpułkownik dyplomowany piechoty (zm. 1965)
  - Tadeusz Łęgowski, polski kapitan, żołnierz ZWZ i AK (zm. 1943)
  - Jurij Zawadski, rosyjski aktor, reżyser teatralny (zm. 1977)
- 1895:
  - Buckminster Fuller, amerykański konstruktor, architekt, kartograf, filozof (zm. 1983)
  - Geoffrey Forrest Hughes, australijski pilot wojskowy, as myśliwski, adwokat (zm. 1951)
  - Jaromír Korčák, czeski geograf, demograf, statystyk (zm. 1989)
- 1897 – Urszula Rivata, włoska zakonnica, Służebnica Boża (zm. 1987)
- 1898 – Jan Kulza, polski kapitan obserwator (zm. 1937)
- 1899 – Teodor Marchlewski, polski biolog, genetyk, wykładowca akademicki, polityk, poseł na Sejm PRL (zm. 1962)
- 1902:
  - Günther Anders, niemiecki filozof, eseista, poeta pochodzenia żydowskiego (zm. 1992)
  - Lucjan Bernacki, polski duchowny katolicki, biskup pomocniczy gnieźnieński (zm. 1975)
  - Takeichi Nishi, japoński arystokrata, jeździec sportowy (zm. 1945)
  - Władysław Stepokura, polski żołnierz AK (zm. 1986)
- 1903:
  - Włodzimierz Gosławski, polski taternik, chemik (zm. 1940)
  - Janina Jabłonowska, polska aktorka (zm. 1987)
  - Czesław Rydalski, polski polityk, kierownik resortu przemysłu mięsnego i mleczarskiego (zm. 1968)
- 1904 – Pablo Neruda, chilijski poeta, laureat Nagrody Nobla (zm. 1973)
- 1905:
  - Tadeusz Przypkowski, polski historyk sztuki i nauki, kolekcjoner, bibliofil, grafik (zm. 1977)
  - Katherine Warren, amerykańska aktorka (zm. 1965)
  - Jan Windsor, brytyjski książę (zm. 1919)
- 1907 – Stanisław Herbst, polski historyk, varsavianista (zm. 1973)
- 1908:
  - Alois Hudec, czeschosłowacki gimnastyk (zm. 1997)
  - Eryk Lipiński, polski grafik, karykaturzysta, satyryk (zm. 1991)
- 1909 – Constantin Noica, rumuński filozof, eseista (zm. 1987)
- 1910:
  - Alina Chyczewska, polska historyk sztuki (zm. 2005)
  - Jan Łopuszniak, polski aktor (zm. 2000)
  - Tadeusz Tomaszewski, polski psycholog (zm. 2000)
- 1911:
  - Arturo Arrieta, argentyński piłkarz (zm. ?)
  - Bogdan Ostromęcki, polski prawnik, poeta, eseista (zm. 1979)
  - Mara Malejewa-Żiwkowa, bułgarska lekarka, pierwsza dama (zm. 1971)
  - Evald Mikson, estoński piłkarz, bramkarz, zbrodniarz wojenny (zm. 1993)
- 1912:
  - Jan Czapla, polski działacz ruchu ludowego (zm. 1981)
  - Aoua Kéita, malijska aktywistka niepodległościowa, pisarka i polityczka (zm. 1980)

- - Laurean Rugambwa, tanzański duchowny katolicki, arcybiskup Dar es Salaam, kardynał (zm. 1997)
  - Petar Stambolić, jugosłowiański polityk, premier i prezydent Jugosławii (zm. 2007)
- 1913:
  - Willis Eugene Lamb, amerykański fizyk, laureat Nagrody Nobla (zm. 2008)
  - Robert Tetsu, francuski rysownik (zm. 2008)
- 1915 – Otto Steinert, niemiecki fotograf (zm. 1978)
- 1916:
  - Konstanty Jagiełło, polski działacz socjalistyczny i niepodległościowy (zm. 1944)
  - Ludmiła Pawliczenko, radziecka major, strzelczyni wyborowa (zm. 1974)
- 1917:
  - Václav Vojta, czeski neurolog dziecięcy (zm. 2000)
  - Andrew Wyeth, amerykański malarz (zm. 2009)
- 1918 – Bolesław Kubik, polski działacz socjalistyczny, burmistrz Bolesławca (zm. 1945)
- 1919:
  - Vera Ralston, amerykańska łyżwiarka figurowa, aktorka pochodzenia czeskiego (zm. 2003)
  - Piotr Rawicz, polski poeta, prozaik, krytyk literacki (zm. 1982)
- 1920:
  - Machmut Aipow, radziecki żołnierz (zm. 1945)
  - Pierre Berton, kanadyjski pisarz (zm. 2004)
  - Czesław Grenda, polski działacz ochrony przyrody (zm. 1988)
  - Luigi Maverna, włoski duchowny katolicki, arcybiskup Ferrary-Comacchio (zm. 1998)
  - Maria Piechotka, polska architekt, uczestniczka powstania warszawskiego, polityk, poseł na Sejm PRL (zm. 2020)
  - Martin Pike, brytyjski lekkoatleta, sprinter (zm. 1997)
  - John Souza, amerykański piłkarz pochodzenia portugalskiego (zm. 2012)
- 1921 – Janina Górkiewicz, polska pisarka (zm. 1986)
- 1922:
  - August Kiuru, fiński biegacz narciarski (zm. 2009)
  - Werner Maser, niemiecki historyk (zm. 2007)
  - Stiepan Mikojan, radziecki generał porucznik lotnictwa (zm. 2017)
  - Michael Ventris, brytyjski architekt, poliglota, lingwista pochodzenia polskiego (zm. 1956)
- 1923:
  - René Favaloro, argentyński kardiochirurg (zm. 2000)
  - James Gunn, amerykański pisarz science fiction, wydawca, krytyk literacki (zm. 2020)
  - Paul Jenkins, amerykański malarz (zm. 2012)
  - Marian Koper, polski generał brygady (zm. 1993)
- 1924:
  - Michel d’Ornano, francuski hrabia, polityk, działacz kulturalny, przemysłowiec (zm. 1991)
  - Aleksander Łukasiewicz, polski biolog (zm. 2022)
- 1925:
  - Sándor Gellér, węgierski piłkarz, bramkarz (zm. 1996)
  - Roger Smith, amerykański przedsiębiorca (zm. 2007)
- 1926:
  - Emanuele Catarinicchia, włoski duchowny katolicki, biskup Cefalù i Mazara del Vallo (zm. 2024)
  - Carl Adam Petri, niemiecki matematyk teoretyk (zm. 2010)
  - Andrzej Poppe, polski historyk, bizantynolog (zm. 2019)
  - Oswald Mathias Ungers, niemiecki architekt (zm. 2007)
- 1927:
  - Antoni I, erytrejski duchowny, patriarcha Erytrejskiego Kościoła Ortodoksyjnego (zm. 2022)
  - Hermann Haken, niemiecki fizyk (zm. 2024)
  - Yrjö Hietanen, fiński kajakarz (zm. 2011)
- 1928:
  - Elias Corey, amerykański chemik pochodzenia libańskiego, laureat Nagrody Nobla
  - Jo Myŏng Rok, północnokoreański polityk, wojskowy, marszałek Koreańskiej Armii Ludowej (zm. 2010)
  - Euzebiusz (Polityło), ukraiński biskup prawosławny (zm. 2012)
  - Kathy Staff, brytyjska aktorka (zm. 2008)
  - Hayden White, amerykański historyk (zm. 2018)
- 1929:
  - Jan Długosz, polski wspinacz, literat (zm. 1962)
  - Bohdan Jezierski, polski architekt, urbanista (zm. 2015)
  - Lubow Koczetowa, rosyjska kolarka szosowa i torowa (zm. 2010)
  - At-Tajjib Salih, sudański pisarz (zm. 2009)
- 1930:
  - Jean Brankart, belgijski kolarz szosowy i torowy (zm. 2020)
  - Guy Ligier, francuski kierowca wyścigowy, przedsiębiorca (zm. 2015)
  - Jan Molenda, polski historyk (zm. 2024)
  - Célestin Oliver, francuski piłkarz (zm. 2011)
- 1931:
  - Giuseppe Malandrino, włoski duchowny katolicki, biskup Acireale i Noto (zm. 2025)
  - Joseph Mittathany, indyjski duchowny katolicki, biskup Tezpur, arcybiskup Imphalu (zm. 2022)
  - Cezary Nawrot, polski inżynier mechanik, projektant wzornictwa przemysłowego (zm. 2004)
  - Arne Pander, duński żużlowiec (zm. 2015)
  - Marian Pogasz, polski aktor (zm. 1999)
  - Nikołaj Sołowjow, rosyjski zapaśnik (zm. 2007)
- 1932:
  - Sergio Caprari, włoski bokser (zm. 2015)
  - Otis Davis, amerykański lekkoatleta, sprinter (zm. 2024)
  - Monte Hellman, amerykański reżyser, scenarzysta, montażysta i producent filmowy (zm. 2021)
  - Ryszard Liskowacki, polski pisarz, dziennikarz, publicysta (zm. 2006)
  - Jerzy Jan Maciak, polski polityk, poseł na Sejm PRL (zm. 2016)
  - Kazimierz Rozbicki, polski kompozytor, dyrygent, publicysta (zm. 2018)
- 1933:
  - Zdzisław Kazimierczuk, polski dziennikarz, reportażysta (zm. 2016)
  - Boris Razinski, rosyjski piłkarz (zm. 2012)
  - Eddy Wauters, belgijski piłkarz, trener (zm. 2025)
  - Donald Edwin Westlake, amerykański pisarz, scenarzysta filmowy (zm. 2008)
- 1934:
  - Van Cliburn, amerykański pianista (zm. 2013)
  - Ulf Schmidt, szwedzki tenisista
- 1935:
  - Bogdan Choczewski, polski matematyk (zm. 2011)
  - Satoshi Ōmura, japoński biochemik, laureat Nagrody Nobla
  - Hans Tilkowski, niemiecki piłkarz, bramkarz (zm. 2020)
- 1936:
  - Dino De Antoni, włoski duchowny katolicki, biskup Gorycji (zm. 2019)
  - Włodzimir Drygas, polski trener piłki ręcznej, działacz sportowy (zm. 2013)
  - Jan Němec, czeski reżyser i scenarzysta filmowy (zm. 2016)
  - Emil Ochyra, polski szablista (zm. 1980)
- 1937:
  - Bill Cosby, amerykański aktor, komik, producent telewizyjny, muzyk, kompozytor, aktywista społeczny
  - Antoni Halor, polski reżyser filmowy, literaturoznawca, publicysta (zm. 2011)
  - Lionel Jospin, francuski polityk, premier Francji
  - Fritz Kehl, szwajcarski piłkarz
  - Michel Louvain, kanadyjski piosenkarz (zm. 2021)
  - Alina Szostak-Grabowska, polska koszykarka (zm. 2015)
  - Judita Vaičiūnaitė, litewska poetka, tłumaczka (zm. 2001)
- 1938:
  - Eugeniusz Głowski, polski kompozytor, teoretyk muzyki (zm. 2018)
  - Eiko Ishioka, japońska kostiumograf (zm. 2012)
  - Horst Panic, polski piłkarz, trener
  - Wincenty Różański, polski poeta (zm. 2009)
- 1939:
  - Henning Mortensen, duński prozaik, dramaturg (zm. 2025)
  - Henryk Olszański, polski etnograf, muzealnik (zm. 2005)
  - Mieczysław Raba, polski trener koszykówki (zm. 2010)
- 1940:
  - Guillermo Garlatti, argentyński duchowny katolicki, arcybiskup Bahía Blanca
  - José Gonzalez Alonso, hiszpański duchowny katolicki, biskup Cajazieras
  - Ignatius Kilage, papuaski pisarz, polityk (zm. 1989)
- 1941:
  - Eddie Blazonczyk, amerykański muzyk, wykonawca polki, lider zespołu The Versatones (zm. 2012)
  - Gualberto Fernández, salwadorski piłkarz, bramkarz
  - Igor Gorbunow, rosyjski działacz partyjny, polityk (zm. 2022)
  - Janusz Grzelak, polski psycholog, profesor nauk humanistycznych, działacz społeczny, polityk, wiceminister edukacji narodowej (zm. 2025)
  - Jechi’el Leket, izraelski polityk, działacz syjonistyczny
  - Benny Parsons, amerykański kierowca wyścigowy (zm. 2007)
  - John Ritchie, angielski piłkarz (zm. 2007)
  - Juha Väätäinen, fiński lekkoatleta, długodystansowiec, polityk
- 1942:
  - Petre Ceapura, rumuński wioślarz
  - Lothar Dziwoki, polski muzyk jazzowy, aranżer, wokalista, pedagog (zm. 2019)
  - Claus Møller, duński ekspert i konsultant w dziedzinie zarządzania zasobami ludzkimi
- 1943:
  - Christine McVie, brytyjska klawiszowiec, wokalistka, członkini zespołu Fleetwood Mac (zm. 2022)
  - Walter Murch, amerykański montażysta filmowy
  - Paul Silas, amerykański koszykarz, trener, analityk (zm. 2022)
- 1944:
  - Terry Cooper, angielski piłkarz, trener (zm. 2021)
  - Ulf Stark, szwedzki pisarz (zm. 2017)
- 1945:
  - Jean-Gabriel Diarra, malijski duchowny katolicki, biskup San (zm. 2019)
  - Jürgen Möllemann, niemiecki polityk (zm. 2003)
  - Dimityr Penew, bułgarski piłkarz, trener i działacz piłkarski
  - Remy Sylado, indonezyjski pisarz (zm. 2022)
- 1946:
  - Attila Ferjáncz, węgierski kierowca rajdowy (zm. 2016)
  - Robert Fisk, brytyjski pisarz, dziennikarz, publicysta (zm. 2020)
  - Maria Gajecka-Bożek, polska lekarka, polityk, poseł na Sejm RP
  - Halina Ludorowska, polska filolog germańska (zm. 2017)
  - Josep Maria Terricabras, hiszpański filozof, wykładowca akademicki, polityk, eurodeputowany (zm. 2024)
  - Walentina Tołkunowa, rosyjska piosenkarka (zm. 2010)
- 1947:
  - Noël Minga, kongijski piłkarz, trener (zm. 2025)
  - Pavão, portugalski piłkarz (zm. 1973)
  - Asłanczerij Tchakuszynow, rosyjski socjolog, polityk, prezydent Adygei
- 1948:
  - Lars Calmfors, szwedzki ekonomista
  - Iljas Churi, libański prozaik, krytyk literacki, publicysta (zm. 2024)
  - Dušan Kovačević, serbski scenarzysta i reżyser filmowy
  - Juan Morales, kubański lekkoatleta, sprinter, płotkarz
  - Filippo Santoro, włoski duchowny katolicki, arcybiskup Taranto
  - Richard Simmons, amerykański aktor, osobowość telewizyjna (zm. 2024)
  - Jay Thomas, amerykański aktor, komik, prezenter radiowy, scenarzysta, producent filmowy (zm. 2017)
- 1949:
  - Pawieł Łungin, rosyjski reżyser, scenarzysta i producent filmowy
  - Romuald Roman, polski pisarz
  - Kazimierz Ziobro, polski samorządowiec, polityk, poseł na Sejm RP
- 1950:
  - Fausto Alvarado, peruwiański historyk, adwokat, polityk (zm. 2019)
  - Franciszek Bobrowski, polski górnik, związkowiec, polityk, senator RP (zm. 2017)
  - Eric Carr, amerykański perkusista, członek zespołu KISS (zm. 1991)
- 1951:
  - Brian Grazer, amerykański producent filmowy i telewizyjny
  - Dominic Jala, indyjski duchowny katolicki, arcybiskup Shillong (zm. 2019)
  - Henryk Kowalczyk, polski piłkarz (zm. 2015)
  - Cheryl Ladd, amerykańska aktorka
  - Piotr Pustelnik, polski alpinista, himalaista
- 1952:
  - Leonardo Domenici, włoski samorządowiec, polityk, burmistrz Florencji, eurodeputowany
  - Gary Guthman, amerykański trębacz jazzowy, kompozytor, pedagog
  - Jens Kolding, duński piłkarz
  - Kazue Komiya, japońska aktorka dubbingowa
  - Philip Taylor Kramer, amerykański basista, członek zespołu Iron Butterfly (zm. 1995)
  - Isam Szaraf, egipski polityk, premier Egiptu
- 1953 – Perivaldo Lúcio Dantas, brazylijski piłkarz (zm. 2017)
- 1954:
  - Eric Adams, amerykański wokalista, członek zespołu Manowar
  - Wolfgang Dremmler, niemiecki piłkarz
  - Zbigniew Ruciński, polski aktor (zm. 2018)
  - Marek Serafiński, polski reżyser, scenarzysta, autor oprawy plastycznej filmów animowanych (zm. 2017)
  - Maria Smereczyńska, polska lekarka, polityk, poseł na Sejm RP
  - Jolanta Szymanek-Deresz, polska polityk, poseł na Sejm RP (zm. 2010)
- 1955:
  - Timothy Garton Ash, brytyjski historyk
  - Pankracy (Dubas), ukraiński duchowny prawosławny, biskup pomocniczy metropolii Meksyku
  - Marián Kvasnička, słowacki nauczyciel, polityk
- 1956:
  - Pierre Deny, francuski aktor
  - Tony Galvin, irlandzki piłkarz
  - Wjaczesław Hrozny, ukraiński piłkarz, trener
  - Riitta Myller, fińska dziennikarka, polityk
- 1957:
  - Rick Husband, amerykański pilot wojskowy, inżynier, astronauta (zm. 2003)
  - Paweł (Petrow), bułgarski biskup prawosławny
  - Ryszard Szuster, polski działacz piłkarski, urzędnik państwowy
  - Héctor Zelaya, honduraski piłkarz
- 1958:
  - Janusz Cedro, polski muzyk, kompozytor, aranżer, reżyser, producent muzyczny
  - Duncan Cole, nowozelandzki piłkarz (zm. 2014)
  - Walerij Kipiełow, rosyjski muzyk, wokalista, lider zespołów: Arija i Kipiełow
  - Płamen Pawłow, bułgarski historyk, poeta
  - Michael Robinson, irlandzki piłkarz, dziennikarz sportowy (zm. 2020)
- 1959:
  - Dawid Cur, izraelski policjant, wojskowy, przedsiębiorca, polityk
  - Nataniel (Krykota), ukraiński biskup prawosławny
  - Johann Luif, austriacki generał porucznik, polityk
  - Daniel Makowiecki, polski archeolog, archeozoolog
  - Wiesław Janusz Mikulski, polski poeta
  - Charlie Murphy, amerykański aktor, komik (zm. 2017)
  - Emił Stojanow, bułgarski dziennikarz, wydawca, działacz kulturalny
  - Tupou VI, król Tonga
  - Rolonda Watts, amerykańska aktorka
- 1960:
  - Beata Kamuda-Dudzińska, polska wioślarka (zm. 2024)
  - Kyōko Ishida, japońska siatkarka
  - Tadeusz Król, polski malarz, grafik
  - Marek Pazdur, polski piłkarz ręczny
  - Son Gap-do, południowokoreański zapaśnik
  - Sławomir Tronina, polski żużlowiec
- 1961:
  - Espen Andersen, norweski kombinator norweski
  - Lambert Bainomugisha, ugandyjski duchowny katolicki, arcybiskup Mbarary
  - Janusz Kudyba, polski piłkarz, trener
  - Glen Morgan, amerykański aktor, reżyser, scenarzysta i producent filmowy
  - Piotr Siemion, polski prawnik, pisarz, tłumacz
- 1962:
  - Julio César Chávez, meksykański bokser
  - Leszek Mazur, polski prawnik, sędzia
  - Lilianne Ploumen, holenderska menadżer, polityk
- 1963:
  - Aleksandr Domogarow, rosyjski aktor
  - Ałła Jakowlewa, rosyjska kolarka szosowa
  - Bertus Servaas, holenderski przedsiębiorca
  - Krystyna Wróblewska, polska nauczycielka, polityk, posłanka na Sejm RP
- 1964:
  - Anna Bogucka, polska nauczycielka, samorządowiec, senator
  - Brent Hollamby, nowozelandzki zapaśnik
  - Valentin Popa, rumuński inżynier, wykładowca akademicki, polityk
- 1965:
  - Naohiko Minobe, japoński piłkarz, trener
- 1966:
  - Annabel Croft, brytyjska tenisistka, prezenterka telewizyjna
  - Hieronim (Czernyszow), rosyjski biskup prawosławny
  - Şahin Diniyev, azerski piłkarz, trener
  - Samuel Ekeme, kameruński piłkarz
  - Roman Fleszar, polski malarz, pedagog
  - Michał Maciejewski, polski aktor
  - Christophe Manin, francuski kolarz szosowy
  - Sabine Moussier, niemiecko-meksykańska aktorka
  - Ana Torrent, hiszpańska aktorka
- 1967:
  - Luis Abinader, dominikański polityk, prezydent Dominikany
  - Alloysius Agu, nigeryjski piłkarz, bramkarz
  - Witalij Alisiewicz, białoruski lekkoatleta, młociarz (zm. 2012)
  - Giennadij Jerszow, polski i ukraiński rzeźbiarz, jubiler, fotografik, pedagog
  - John Petrucci, amerykański gitarzysta, kompozytor, współzałożyciel zespołu Dream Theater
  - Bruny Surin, kanadyjski lekkoatleta, sprinter
- 1968:
  - Janne Kolling, duńska piłkarka ręczna
  - Catherine Plewinski, francuska pływaczka
- 1969:
  - Lisa Nicole Carson, amerykańska aktorka
  - Sabine Hack, niemiecka tenisistka
  - Geert Hammink, holenderski koszykarz, trener
  - Chantal Jouanno, francuska polityk
  - Jesse Pintado, meksykański gitarzysta, członek zespołów: Terrorizer, Napalm Death i Lock Up (zm. 2006)
- 1970:
  - Steve Anderhub, szwajcarski bobsleista
  - Aure Atika, francuska aktorka, reżyserka i scenarzystka filmowa
  - Lee Byung-hun, południowokoreański aktor
  - Jaason Simmons, australijski aktor
  - Zoltán Varga, węgierski szachista
  - Janusz Zdunek, polsku trębacz jazzowy
- 1971:
  - Everaldo Begines, meksykański piłkarz
  - Joel Casamayor, kubański bokser
  - Tomasz Kammel, polski dziennikarz i prezenter telewizyjny
  - Rod Lawler, brytyjski snookerzysta
  - Piotr Liroy-Marzec, polski raper, producent muzyczny, przedsiębiorca, polityk, poseł na Sejm RP
- 1972:
  - Tibor Benedek, węgierski piłkarz wodny (zm. 2020)
  - Travis Best, amerykański koszykarz
  - Konstantin Ledowskich, kazachski piłkarz, bramkarz, trener pochodzenia rosyjskiego
  - Jose Rapadas, filipiński duchowny katolicki, biskup Iligan
  - Ronny Rockel, niemiecki kulturysta
  - Luis Varela, wenezuelski zapaśnik
- 1973:
  - Inoke Afeaki, tongański rugbysta, trener
  - Maja Konarska, polska wokalistka, członkini zespołu Moonlight
  - Juan Luis Mora, hiszpański piłkarz, bramkarz
  - Christian Vieri, włoski piłkarz
- 1974:
  - Sharon den Adel, holenderska wokalistka, członkini zespołu Within Temptation
  - Gregory Helms, amerykański wrestler
  - Grzegorz Piotrowski, polski muzyk, kompozytor, producent muzyczny, multiinstrumentalista
  - Marcel Wiercichowski, polski aktor
- 1975:
  - Liliana Gafencu, rumuńska wioślarka
  - Cheyenne Jackson, amerykański aktor, wokalista
  - Kristen Michal, estoński polityk, premier Estonii
  - Kai Greene, amerykański kulturysta
- 1976:
  - Rafał Bigus, polski koszykarz
  - Dan Boyle, kanadyjski hokeista
  - Anna Friel, brytyjska aktorka
  - Andrej Michniewicz, białoruski lekkoatleta, kulomiot
  - Kyrsten Sinema, amerykańska polityk, senator
  - Rafał Trojanowski, polski żużlowiec
- 1977:
  - Kacem Bennaceur, tunezyjski sędzia piłkarski
  - Vilimoni Delasau, fidżyjski rugbysta
  - Steve Howey, amerykański aktor, producent filmowy
  - Brock Lesnar, amerykański zapaśnik, wrestler, zawodnik MMA
  - Mateusz Rakowicz, polski reżyser, rysownik, storyboardzista
  - Marco Silva, portugalski piłkarz, trener
  - Clayton Zane, australijski piłkarz
- 1978:
  - Katrine Fruelund, duńska piłkarka ręczna
  - Topher Grace, amerykański aktor, producent filmowy
  - Ziad Jaziri, tunezyjski piłkarz
  - Liu Tao, chińska aktorka
  - Bjarne Pedersen, duński żużlowiec
  - Michelle Rodriguez, amerykańska aktorka
  - Grzegorz Szymański, polski siatkarz
  - Takahiro Yamamoto, japoński siatkarz
- 1979:
  - Tōru Araiba, japoński piłkarz
  - Petra Hůlová, czeska pisarka
  - Krystian Kinastowski, polski architekt, samorządowiec, prezydent Kalisza
  - Lukas Mandl, austriacki samorządowiec, polityk
  - Partena Nikoledu, grecka koszykarka
  - Pawło Onyśko, ukraiński piłkarz
- 1980:
  - Kristen Connolly, amerykańska aktorka
  - Irina Embrich, estońska szpadzistka
  - Phil Evans, południowoafrykański piłkarz pochodzenia walijskiego
  - Mylène Jampanoï, francuska aktorka
  - Katherine Legge, brytyjska zawodniczka startująca w wyścigach samochodowych
  - Danièle Obono, francuska polityk pochodzenia gabońskiego
  - Valentina Sassi, włoska tenisistka
- 1981:
  - Adrienne Camp, południowoafrykańska piosenkarka i autorka tekstów
  - Jaron Herman, izraelski pianista jazzowy
  - Anna Matijenko, rosyjska siatkarka
  - Maya Sar, bośniacka piosenkarka, kompozytorka
  - Abigail Spears, amerykańska tenisistka
  - Rastko Stojković, serbski piłkarz ręczny
- 1982:
  - Antonio Cassano, włoski piłkarz
  - Tara Kirk, amerykańska pływaczka
  - Jaroslav Soukup, czeski biathlonista
- 1983:
  - Yarelis Barrios, kubańska lekkoatletka, dyskobolka
  - Daniel Chmielewski, polski autor komiksów
  - Libania Grenot, włoska lekkoatletka, sprinterka pochodzenia kubańskiego
  - David Muntaner, hiszpański kolarz torowy i szosowy
  - Andrae Williams, bahamski lekkoatleta, sprinter
- 1984:
  - Andre Begemann, niemiecki tenisista
  - Gareth Gates, brytyjski piosenkarz
  - Karolina Gronau, polska lekkoatletka, skoczkini wzwyż
  - Patrycja Pożerska, polska piłkarka
  - Birsel Vardarlı, turecka koszykarka
- 1985:
  - Natasha Poly, rosyjska modelka
  - Emil Hegle Svendsen, norweski biathlonista
  - Theo Tams, kanadyjski piosenkarz
- 1986:
  - Simone Laudehr, niemiecka piłkarka
  - JP Pietersen, południowoafrykański rugbysta
  - Maciej Urbanowicz, polski hokeista
- 1987:
  - Bartosz Janeczek, polski siatkarz
  - Michał Krużycki, polski rugbysta
  - Léonard Kweuke, kameruński piłkarz
  - Antek Smykiewicz, polski piosenkarz
- 1988:
  - Patrick Beverley, amerykański koszykarz
  - Fatima Zahra Djouad, algierska siatkarka
  - Marta Krawczyńska, polska lekkoatletka, biegaczka długodystansowa
  - Tina Matusińska, polska lekkoatletka, płotkarka
- 1989:
  - Rose Chelimo, bahrajńska lekkoatletka, biegaczka długodystansowa pochodzenia kenijskiego
  - Lars Eller, duński hokeista
  - Mirko Eramo, włoski piłkarz
  - Vladan Giljen, czarnogórski piłkarz, bramkarz
  - Witalij Hajduczyk, białoruski piłkarz
  - Cristina Ilie, rumuńska wioślarka
  - Agnieszka Kaps, polska judoczka
  - Iwan Karadżow, bułgarski piłkarz, bramkarz
  - Phoebe Tonkin, australijska aktorka, modelka
  - Swiatłana Walko, białoruska koszykarka
  - Xu Tingting, chińska lekkoatletka, trójskoczkini
- 1990:
  - Bébé, brazylijski piłkarz
  - Abdulaziz Belraysh, libijski piłkarz
  - Yassine El Ghanassy, belgijski piłkarz pochodzenia marokańskiego
  - Mirjana Gagić, chorwacka lekkoatletka, skoczkini w dal i trójskoczkini
  - Drew Gordon, amerykański koszykarz (zm. 2024)
  - Anastasia Grymalska, włoska tenisistka pochodzenia ukraińskiego
  - Joni Kauko, fiński piłkarz
  - Maciej Kopiec, polski przedsiębiorca, polityk, poseł na Sejm RP
  - Maverick Sabre, irlandzko-brytyjski piosenkarz, raper, autor tekstów
  - Yassine Trabelsi, tunezyjski taekwondzista
  - Xu Mengtao, chińska narciarka dowolna
- 1991:
  - Pablo Carreño-Busta, hiszpański tenisista
  - Shane Ferguson, północnoirlandzki piłkarz
  - Fabián Puerta, kolumbijski kolarz torowy
  - James Rodríguez, kolumbijski piłkarz
- 1992:
  - Bartosz Bereszyński, polski piłkarz
  - Dauren Kuruglijew, rosyjski zapaśnik
  - Kévin Menaldo, francuski lekkoatleta, tyczkarz
  - Simone Verdi, włoski piłkarz
- 1993:
  - Edis Agovic, luksemburski piłkarz
  - Jonas Brodin, szwedzki hokeista
  - Brooke Buschkuehl, australijska lekkoatletka, skoczkini w dal
  - Fu Huan, chiński piłkarz
  - Felipe Gedoz, brazylijski piłkarz
  - Lukas Lerager, duński piłkarz
- 1994:
  - Claire Bouanich, francuska aktorka
  - Samantha Lapszynski, amerykańska koszykarka pochodzenia polskiego
  - Pawieł Sawicki, białoruski piłkarz
- 1995:
  - Amandine Buchard, francuska judoczka
  - Bernard Donovan. zimbabwejski piłkarz, bramkarz
  - Luke Shaw, angielski piłkarz
  - Moses Simon, nigeryjski piłkarz
  - Morayo Soluade, brytyjski koszykarz
  - Yohio, szwedzki piosenkarz
- 1996:
  - Adam Buksa, polski piłkarz
  - Borisława Christowa, bułgarska koszykarka
  - Moussa Dembélé, francuski piłkarz pochodzenia malijskiego
  - Aleksandra Kazała, polska siatkarka
  - Murad Süleymanov, azerski zapaśnik
  - Yurina Yamada, japońska skoczkini narciarska
- 1997:
  - Jean-Kévin Duverne, francuski piłkarz
  - Pablo Maffeo, hiszpański piłkarz
  - Malala Yousafzai, pakistańska działaczka na rzecz praw kobiet, laureatka Pokojowej Nagrody Nobla
- 1998:
  - Shai Gilgeous-Alexander, kanadyjski koszykarz
  - Kinga Różyńska, polska siatkarka
- 1999:
  - Diego Palacios, ekwadorski piłkarz
  - Nur Dhabitah Sabri, malezyjska skoczkini do wody
  - Vid Vrhovnik, słoweński kombinator norweski
- 2000:
  - Josef Bursik, angielski piłkarz, bramkarz pochodzenia czeskiego
  - Veronica Burton, amerykańska koszykarka
  - Vinícius Júnior, brazylijski piłkarz
  - Faiz Mattoir, komoryjski piłkarz
- 2001:
  - Topias Laine, fiński lekkoatleta, oszczepnik
  - Kaylee McKeown, australijska pływaczka
  - Iliana Rupert, francuska koszykarka
  - Marián Skupek, słowacki saneczkarz
  - Yari Verschaeren, belgijski piłkarz
- 2002:
  - Jennie-Lee Burmansson, szwedzka narciarka dowolna
  - Nnamdi Chinecherem, nigeryjski lekkoatleta, oszczepnik
  - Dalen Terry, amerykański koszykarz
- 2003:
  - Oscar Bobb, norweski piłkarz pochodzenia gambijskiego
  - Michał Niewiński, polski łyżwiarz szybki, specjalista short tracku
- 2006 – Iván Román, chilijski piłkarz

## Zmarli
- 783 – Bertrada z Laonu, królowa frankijska, błogosławiona (ur. ok. 720)
- 1073 – Jan Gwalbert, włoski opat, święty (ur. ok. 995)
- 1225 – Guillem de Cardona, kataloński baron (ur. 1156)
- 1330 – Izabela Aragońska, królowa niemiecka (ur. 1300–02)
- 1361 – Giovanni Delfino, doża Wenecji (ur. ?)
- 1441 – Yoshinori Ashikaga, japoński siogun (ur. 1394)
- 1450 – Jack Cade, angielski powstaniec (ur. ?)
- 1462 – Andreas Oxner, austriacki męczennik, błogosławiony (ur. 1459)
- 1511 – Albrecht Podiebradowicz, hrabia kłodzki, książę ziębicki i oleśnicki (ur. 1468)
- 1536 – Erazm z Rotterdamu, holenderski filolog, filozof, pedagog (ur. 1467)
- 1539 – Hernando Fernandez Colón, hiszpański bibliofil, biograf i syn Krzysztofa Kolumba (ur. 1488)
- 1541 – (lub 11 lipca) Grzegorz Snopek z Szamotuł, polski duchowny katolicki, rektor Akademii Krakowskiej (ur. 1485)
- 1545 – Maria Manuela, infantka portugalska, księżna Asturii (ur. 1527)
- 1586 – Michał Haraburda, polski wojskowy, dyplomata, polityk, kasztelan miński (ur. ?)
- 1598 – Jan Jones, walijski franciszkanin, męczennik, święty (ur. 1559)
- 1626:
  - Jan Naisen, japoński męczennik i błogosławiony katolicki (ur. ?)
  - Monika Naisen, japońska męczennica i błogosławiona katolicka (ur. ok. 1602)
- 1637 – Willem van Haecht, flamandzki malarz (ur. 1593)
- 1647 – Francesco Maria Farnese, włoski kardynał (ur. 1619)
- 1664 – Stefano della Bella, włoski grafik (ur. 1610)
- 1682 – Jean Picard, francuski duchowny katolicki, astronom, fizyk (ur. 1620)
- 1712 – Richard Cromwell, angielski polityk, lord protektor Republiki Anglii, Szkocji i Irlandii (ur. 1626)
- 1742 – Evaristo Dall’Abaco, włoski skrzypek, wiolonczelista, kompozytor (ur. 1675)
- 1749 – Charles de la Boische, francuski administrator kolonialny (ur. 1670)
- 1751 – Yoshimune Tokugawa, japoński siogun (ur. 1684)
- 1771 – Flavio Chigi, włoski kardynał (ur. 1711)
- 1773 – Johann Joachim Quantz, niemiecki kompozytor, flecista, budowniczy instrumentów (ur. 1697)
- 1794 – Jean-Baptiste de Machault d’Arnouville, francuski polityk (ur. 1701)
- 1798 – Karl Friedrich von Conradi, niemiecki filantrop i patrycjusz gdański (ur. 1742)
- 1799 – Dominik Szybiński, polski pijar, nauczyciel, autor podręczników, tłumacz (ur. 1730)
- 1804 – Alexander Hamilton, amerykański polityk (ur. 1755 lub 57)
- 1814 – William Howe, brytyjski arystokrata, generał (ur. 1729)
- 1823 – Nicolas Saint-Martin, kanadyjski oficer policji, polityk (ur. 1753)
- 1833 – Samuel Sterett, amerykański polityk (ur. 1758)
- 1838 – Ignacy Delgado, hiszpański dominikanin, misjonarz, biskup, męczennik, święty (ur. 1761)
- 1841 – Agnieszka Lê Thị Thành, wietnamska męczennica i święta katolicka (ur. ok. 1781)
- 1842 – Piotr Khan, wietnamski duchowny katolicki, męczennik, święty (ur. ok. 1780)
- 1843 – Ignacy Daniłowicz, rosyjski historyk, prawoznawca (ur. 1788)
- 1845:
  - Ludwig Persius, niemiecki architekt (ur. 1803)
  - John Pope, amerykański polityk (ur. 1770)
  - Henrik Wergeland, norweski poeta, dramaturg, prozaik (ur. 1808)
- 1849 – Dolley Madison, amerykańska pierwsza dama (ur. 1768)
- 1855:
  - Aleksandryna de Bleschamp-Bonaparte, francuska arystokratka (ur. 1778)
  - Pawieł Nachimow, rosyjski admirał (ur. 1802)
- 1856 – Nicaise Auguste Desvaux, francuski botanik, mykolog (ur. 1784)
- 1858 – Aleksander Płonczyński, polski malarz, rysownik, pedagog (ur. 1820)
- 1865 – Leon Brzeziński, polski malarz, miniaturzysta (ur. 1809)
- 1872 – Arnold Escher von der Linth, szwajcarski geolog, wykładowca akademicki (ur. 1807)
- 1874 – Fritz Reuter, niemiecki pisarz (ur. 1810)
- 1877 – Ottilie Wildermuth, niemiecka pisarka (ur. 1817)
- 1880 – Tom Taylor, brytyjski prozaik, dramaturg, krytyk literacki, dziennikarz (ur. 1817)
- 1881 – Karl Rudolf Stehlin, szwajcarski polityk (ur. 1831)
- 1883 – Iwan Birecki, łemkowski duchowny greckokatolicki, działacz społeczny, pierwszy kolekcjoner folkloru łemkowskiego (ur. 1815)
- 1885 – Hermann Nicolaus Friedrich von Burghauss, niemiecki działacz społeczny, filantrop (ur. 1796)
- 1886 – Tomás Villalba, urugwajski polityk, prezydent Urugwaju (ur. 1805)
- 1887 – Florian Aaron, rumuński dziennikarz, historyk (ur. 1805)
- 1889 – Witalis Piotr Wilczkowski, polski chirurg, wykładowca akademicki (ur. 1830)
- 1897 – Félix Godefroid, belgijski harfista, kompozytor (ur. 1818)
- 1898 – Julian Heppen, polski urzędnik kolejowy, dziennikarz (ur. 1828)
- 1901 – Federico Errázuriz Echaurren, chilijski polityk, prezydent Chile pochodzenia baskijskiego (ur. 1850)
- 1902 – Patrick Feehan, amerykański duchowny katolicki, arcybiskup metropolita Chicago pochodzenia irlandzkiego (ur. 1829)
- 1910 – Charles Stewart Rolls, brytyjski przedsiębiorca, pionier lotnictwa i motoryzacji (ur. 1877)
- 1915 – Erazm Parczewski, polski działacz społeczno-narodowy na Pomorzu i Warmii (ur. 1826)
- 1917 – Hugo Simberg, fiński malarz (ur. 1873)
- 1920:
  - Antoni Mińkiewicz, polski inżynier górnik, działacz społeczny, polityk, minister aprowizacji (ur. 1881)
  - Bolesław Rudnicki, polski porucznik kawalerii (ur. 1884)
- 1921:
  - Jan Babiński, polski chemik, inżynier cukrownik, wykładowca akademicki (ur. 1873)
  - Harry Hawker, brytyjski pilot, konstruktor lotniczy, przedsiębiorca (ur. 1889)
  - Oswald Schmiedeberg, niemiecki lekarz, farmakolog (ur. 1838)
- 1923:
  - Hans Schatzmann, szwajcarski polityk, kanclerz federalny (ur. 1848)
  - Robert Wiedersheim, niemiecki anatom (ur. 1848)
- 1926:
  - Gertrude Bell, brytyjska podróżniczka, pisarka, alpinistka, archeolog, doradczyni polityczna (ur. 1868)
  - Jan Żarnowski, polski działacz państwowy, prezes NIK (ur. ?)
- 1929 – Robert Henri, amerykański malarz (ur. 1865)
- 1931:
  - Nathan Söderblom, szwedzki duchowny luterański, arcybiskup Uppsali, teolog, laureat Pokojowej Nagrody Nobla (ur. 1866)
  - Władimir Triandafiłłow, radziecki wojskowy, teoretyk wojskowości (ur. 1894)
- 1934 – Maria Lubomirska, polska księżna (ur. 1873)
- 1935:
  - Ernesto Brown, argentyński piłkarz (ur. 1885)
  - Alfred Dreyfus, francuski podpułkownik pochodzenia żydowskiego (ur. 1859)
- 1936 – Stefan Biedrzycki, polski agronom, inżynier mechanik (ur. 1876)
- 1939 – Charles Granville Bruce, brytyjski arystokrata, wojskowy, himalaista (ur. 1866)
- 1940 – Roman Antczak, polski bokser (ur. 1912)
- 1941:
  - Franz Bartl, austriacki piłkarz ręczny, żołnierz (ur. 1915)
  - Henryk Korowicz, polski ekonomista, wykładowca akademicki (ur. 1888)
  - Kristjan Vilberg, estoński strzelec sportowy (ur. 1908)
  - Michał Rouba, polski malarz (ur. 1893)
  - Stanisław Ruziewicz, polski matematyk, wykładowca akademicki (ur. 1889)
  - Jakub Szapiro, polski dziennikarz, literat, esperantysta, nauczyciel pochodzenia żydowskiego (ur. 1897)
- 1942:
  - Siemion Aloszyn, radziecki pilot wojskowy (ur. 1911)
  - Antoni Kordowski, polski prawnik, polityk, poseł na Sejm RP, publicysta (ur. 1892)
  - Edward Windakiewicz, polski inżynier-technolog górnictwa (ur. 1858)
- 1943:
  - Konstantin Baronow, radziecki generał major (ur. 1890)
  - Mieczysław Kudelski, polski porucznik rezerwy artylerii, żołnierz AK (ur. 1899)
- 1944:
  - Siergiej Bułgakow, rosyjski teolog i myśliciel prawosławny (ur. 1871)
  - Betty Compton, amerykańska aktorka pochodzenia brytyjskiego (ur. 1904)
- 1945:
  - Roberta Zofia Babiak, polska zakonnica, Służebnica Boża (ur. 1905)
  - Boris Galerkin, rosyjski matematyk, inżynier (ur. 1871)
  - Edward Pisula, polski podpułkownik, żołnierz AK (ur. 1898)
  - Wolfram von Richthofen, niemiecki feldmarszałek lotnictwa (ur. 1895)
- 1946:
  - Sophia Getzova, szwajcarsko-izraelska patolog, wykładowczyni akademicka (ur. 1872)
  - Teresa Janina Kierocińska, polska zakonnica, czcigodna Służebnica Boża (ur. 1885)
  - Nikołaj Wydrigan, radziecki pilot wojskowy, as myśliwski (ur. 1920)
- 1947 – Franciszek Turek, polski malarz, literat, pedagog (ur. 1882)
- 1948 – Adolf Kainz, austriacki kajakarz (ur. 1903)
- 1949:
  - Douglas Hyde, irlandzki polityk, prezydent Irlandii (ur. 1860)
  - Piotr Kubowicz, polski malarz, pedagog (ur. 1872)
- 1950 – Lew Galler, radziecki admirał (ur. 1883)
- 1952:
  - Władysław Konopczyński, polski historyk, wykładowca akademicki (ur. 1880)
  - Konrad Törnqvist, szwedzki piłkarz (ur. 1888)
- 1953:
  - Włodzimierz Chomicki, polski piłkarz (ur. 1878)
  - Joseph Jongen, belgijski kompozytor, organista, pedagog (ur. 1873)
  - Ludwik Trochimowski, polski inżynier (ur. 1867)
- 1954 – Samuel Tyszkiewicz, polski typograf, drukarz, wydawca (ur. 1889)
- 1955 – Wacław Ołtuszewski, polski botanik-palinolog (ur. 1901)
- 1956 – Siemion Władimirow, radziecki konstruktor broni strzeleckiej i artyleryjskiej (ur. 1895)
- 1959 – Eugeniusz Nazimek, polski żużlowiec (ur. 1927)
- 1960:
  - Pietro Fumasoni Biondi, włoski kardynał (ur. 1872)
  - Franciszek Gwiazda, polski działacz socjalistyczny i komunistyczny, polityk, prezydent Będzina i Opola (ur. 1891)
- 1961:
  - Kazimierz Grochulski, polski działacz socjalistyczny, komunistyczny i związkowy (ur. 1881)
  - Mazo de la Roche, kanadyjska pisarka (ur. 1879)
- 1963:
  - Stanisław Brzósko, polski pszczelarz, nauczyciel, działacz społeczny (ur. 1874)
  - Złatan Dudow, bułgarski reżyser i scenarzysta filmowy (ur. 1903)
- 1965 – Guriasz (Jegorow), rosyjski biskup prawosławny (ur. 1891)
- 1966 – Daisetz Teitaro Suzuki, japoński myśliciel, profesor filozofii buddyjskiej, pisarz (ur. 1870)
- 1967:
  - Marcel-Marie Dubois, francuski duchowny katolicki, arcybiskup Besançon (ur. 1896)
  - Fridrich Ermler, radziecki aktor, reżyser, producent i scenarzysta filmowy (ur. 1898)
  - Otto Nagel, niemiecki malarz, rysownik (ur. 1894)
  - Ludwik Antoni Paszkiewicz, polski anatomopatolog (ur. 1878)
- 1968:
  - Francesco Morano, włoski kardynał (ur. 1872)
  - Roman Romkowski, polski generał brygady bezpieczeństwa publicznego, działacz komunistyczny, zbrodniarz stalinowski pochodzenia żydowskiego (ur. 1907)
  - Ada Sari, polska śpiewaczka operowa (sopran koloraturowy), pedagog (ur. 1886)
- 1969 – Stanisław Dawidowicz, polski działacz komunistyczny i związkowy, radny (ur. 1911)
- 1970:
  - Giovanni Maver, włoski slawista, polonista (ur. 1891)
  - Piotr Wójcik, polski działacz ludowy (ur. 1870)
- 1971 – Cletus Andersson, szwedzki piłkarz wodny (ur. 1893)
- 1972:
  - Władysław Leopold Frydrych, polski malarz, pedagog (ur. 1900)
  - Raymond Janin, francuski asumpcjonista, historyk, bizantynolog (ur. 1882)
- 1973 – Lon Chaney Jr., amerykański aktor (ur. 1906)
- 1974 – Karl Sesta, austriacki piłkarz, trener (ur. 1906)
- 1975 – Stanisław Kulczyński, polski botanik, polityk, wicemarszałek Sejmu PRL (ur. 1895)
- 1976 – Ted Mack, amerykański prezenter radiowy i telewizyjny (ur. 1904)
- 1977:
  - Osmín Aguirre y Salinas, salwadorski generał, polityk, samozwańczy prezydent Salwadoru (ur. 1889)
  - Bobodżan Gafurow, tadżycki historyk, publicysta, polityk komunistyczny (ur. 1908)
  - Fritz Heinrich Klein, austriacki kompozytor (ur. 1892)
  - Siemion Łobow, radziecki admirał floty (ur. 1913)
- 1979:
  - Carmine Galante, amerykański boss mafijny pochodzenia włoskiego (ur. 1910)
  - Minnie Riperton, amerykańska piosenkarka soulowa (ur. 1947)
  - John Slessor, brytyjski generał lotnictwa (ur. 1897)
- 1980 – Wacław Kryński, polski inżynier rolnik, major kawalerii (ur. 1898)
- 1981 – Boris Polewoj, rosyjski pisarz, publicysta (ur. 1908)
- 1982:
  - Einar Bergsland, norweski biegacz narciarski (ur. 1909)
  - Jerzy Gałuszka, polski pisarz, publicysta, działacz kulturalny (ur. 1922)
  - Dawid Milman, ukraiński matematyk pochodzenia żydowskiego (ur. 1912)
  - Kenneth More, brytyjski aktor (ur. 1914)
- 1983:
  - Romana Miller, polska pedagog, teoretyk wychowania (ur. 1906)
  - Teofil Syga, polski dziennikarz, pisarz, literaturoznawca (ur. 1903)
- 1985:
  - Henryk Hunko, polski aktor (ur. 1924)
  - Ryszard Nieszporek, polski górnik, polityk, poseł na Sejm PRL, minister górnictwa (ur. 1908)
- 1986:
  - Wacław Kisielewski, polski pianista, kompozytor, członek duetu fortepianowego Marek i Wacek (ur. 1943)
  - André Tassin, francuski piłkarz, bramkarz (ur. 1902)
- 1987 – Andriej Snieżniewski, rosyjski psychiatra (ur. 1904)
- 1988:
  - Józef Grotkowski, polski trener zapasów, sędzia międzynarodowy, działacz sportowy (ur. 1926)
  - Michael Jary, niemiecki kompozytor (ur. 1906)
  - Joshua Logan, amerykański scenarzysta, reżyser filmowy i teatralny, pisarz (ur. 1908)
  - Pelagia Majewska, polska pilotka i instruktorka samolotowa i szybowcowa (ur. 1933)
  - Enzo Sacchi, włoski kolarz szosowy i torowy (ur. 1926)
  - (lub 13 lipca) Richard Vogt, niemiecki bokser (ur. 1913)
- 1990:
  - Bill Burrud, amerykański aktor (ur. 1925)
  - João Saldanha, brazylijski piłkarz, trener, dziennikarz (ur. 1917)
- 1991 – Halina Sutarzewicz, polska historyk literatury, pedagog, działaczka społeczna (ur. 1909)
- 1993:
  - Ferdinando Giuseppe Antonelli, włoski kardynał (ur. 1896)
  - Michaił Miejerowicz, rosyjski kompozytor muzyki filmowej, pedagog (ur. 1920)
  - Antun Šoljan, chorwacki pisarz, krytyk literacki, tłumacz (ur. 1932)
- 1994:
  - Paisjusz (Eznepidis), grecki mnich i święty prawosławny (ur. 1924)
  - Irena Krzywicka, polska pisarka, publicystka, tłumaczka (ur. 1899)
  - Jerzy Waleńczyk, polski poeta, prozaik (ur. 1927)
- 1995 – John Yudkin, brytyjski fizjolog, specjalista żywienia pochodzenia żydowskiego (ur. 1910)
- 1996:
  - Grzegorz Palka, polski działacz związkowy, samorządowiec, prezydent Łodzi (ur. 1950)
  - Gottfried von Einem, austriacki kompozytor (ur. 1918)
- 1997 – François Furet, francuski historyk (ur. 1927)
- 1998:
  - Bo Giertz, szwedzki duchowny luterański, biskup Göteborga (ur. 1905)
  - Serge Lemoyne, kanadyjski malarz (ur. 1941)
  - Roman Wionczek, polski reżyser i scenarzysta filmowy (ur. 1928)
- 1999:
  - Kazimierz Ostrowski, polski malarz, pedagog (ur. 1917)
  - Bill Owen, brytyjski aktor, kompozytor (ur. 1914)
- 2000 – Wiesław Fijałkowski, polski inżynier, wykładowca, urzędnik państwowy, polityk, poseł do KRN i na Sejm Ustawodawczy (ur. 1907)
- 2001:
  - Paul Magloire, haitański generał, polityk (ur. 1907)
  - Stanisław Padykuła, polski inżynier, urzędnik państwowy, polityk, poseł na Sejm kontraktowy (ur. 1946)
  - John Wright, brytyjski bokser (ur. 1929)
  - Jan Zdrojewski, polski aktor, pedagog (ur. 1933)
- 2002:
  - Mary Carew, amerykańska lekkoatletka, sprinterka (ur. 1913)
  - Guglielmo Pesenti, włoski kolarz torowy (ur. 1933)
- 2003:
  - Benny Carter, amerykański muzyk i kompozytor jazzowy (ur. 1907)
- 2004:
  - Dawid Fajnhauz, polski historyk pochodzenia żydowskiego (ur. 1920)
  - James Quinn, amerykański lekkoatleta, sprinter (ur. 1906)
- 2005:
  - Lex Beels, holenderski kierowca wyścigowy (ur. 1916)
  - Willi Heinrich, niemiecki pisarz (ur. 1920)
  - Axel Strøbye, duński aktor (ur. 1928)
- 2006:
  - Kurt Kreuger, niemiecki aktor (ur. 1916)
  - Hubert Lampo, belgijski pisarz (ur. 1920)
- 2007:
  - Ralph Alpher, amerykański fizyk, kosmolog (ur. 1921)
  - Joseíto, hiszpański piłkarz, trener (ur. 1926)
  - Namir Nur-Eldin, iracki fotoreporter (ur. 1984)
  - Leszek Łukaszuk, polski fizyk teoretyk (ur. 1938)
- 2008:
  - Reinhard Fabisch, niemiecki piłkarz, trener (ur. 1950)
  - Zofia Umerska, polska poetka, malarka, bibliolog (ur. 1947)
- 2009:
  - Robert Barcia, francuski trockista (ur. 1928)
  - Monica Havelka, amerykańska koszykarka, wioślarka (ur. 1956)
  - Waldemar Poleszczuk, polski siatkarz, działacz sportowy (ur. 1931)
  - Christopher Prout, brytyjski prawnik, polityk (ur. 1942)
- 2010:
  - Olga Guillot, kubańska piosenkarka (ur. 1922)
  - James P. Hogan, brytyjski pisarz science fiction (ur. 1941)
  - Henryk Jankowski, polski duchowny katolicki, prałat, kapelan „Solidarności” (ur. 1936)
  - Harvey Pekar, amerykański autor komiksów, krytyk muzyczny (ur. 1939)
- 2011:
  - Peter Crampton, brytyjski nauczyciel, działacz społeczny, polityk (ur. 1932)
  - Bolesław Gładych, polski kapitan pilot (ur. 1918)
  - Roman Stanisław Ingarden, polski fizyk matematyczny (ur. 1920)
  - Kurt Lundquist, szwedzki lekkoatleta, sprinter (ur. 1925)
- 2012 – Ewa Maria Ostrowska, polska pisarka, dziennikarka (ur. 1938)
- 2013 – Elaine Morgan, walijska pisarka, scenarzystka filmowa, feministka (ur. 1920)
- 2014:
  - Emil Bobu, rumuński polityk (ur. 1927)
  - Walerija Nowodworska, rosyjska dysydentka, opozycjonistka, publicystka (ur. 1950)
  - Artur Starewicz, polski polityk, poseł na Sejm PRL (ur. 1917)
- 2015 – Tenzin Delek Rinpocze, tybetański duchowny buddyjski, działacz społeczny (ur. 1950)
- 2016:
  - Joseph Antic, indyjski hokeista na trawie (ur. 1931)
  - Hanna Dylągowa, polska historyk (ur. 1928)
  - Goran Hadžić, serbski polityk, prezydent Republiki Serbskiej Krajiny, zbrodniarz wojenny (ur. 1958)
  - Jerzy Juszkiewicz, polski major, działacz kombatancki (ur. 1925)
  - Leon Umiński, polski polityk, poseł na Sejm PRL (ur. 1933)
  - Zygmunt Zimowski, polski duchowny katolicki, biskup radomski, arcybiskup ad personam (ur. 1949)
- 2017:
  - Tamara Miansarowa, rosyjska piosenkarka (ur. 1931)
  - Lech Morawski, polski prawnik, sędzia TK (ur. 1949)
  - Symcha Symchowicz, polsko-kanadyjski poeta, prozaik pochodzenia żydowskiego (ur. 1921)
- 2018:
  - Gerardo Fernández Albor, hiszpański chirurg, polityk, prezydent Galicji, eurodeputowany (ur. 1917)
  - Len Chappell, amerykański koszykarz (ur. 1941)
  - Robert Wolders, holenderski aktor (ur. 1936)
- 2019:
  - Janusz Alwasiak, polski onkolog, neuropatolog (ur. 1932)
  - Jeorjos Anastasopulos, grecki dziennikarz, dyplomata, polityk, eurodeputowany (ur. 1935)
  - Fernando Corbató, amerykański informatyk (ur. 1926)
- 2020:
  - Judy Dyble, brytyjska wokalistka, instrumentalistka, członkini zespołu Fairport Convention (ur. 1949)
  - Hassan Abshir Farah, somalijski polityk, premier Somalii (ur. 1945)
  - Mikołaj Klimek, polski aktor (ur. 1972)
  - Kelly Preston, amerykańska aktorka (ur. 1962)
  - Wim Suurbier, holenderski piłkarz (ur. 1945)
  - Lajos Szűcs, węgierski piłkarz (ur. 1943)
- 2021:
  - Włodzimierz Borodziej, polski historyk (ur. 1957)
  - George Ciamba, rumuński dyplomata, polityk, ambasador, minister delegowany ds. europejskich (ur. 1966)
- 2022:
  - Ivo Fürer, szwajcarski duchowny katolicki, biskup Sankt Gallen (ur. 1930)
  - Antti Litja, fiński aktor (ur. 1938)
  - Zbigniew Woźniak, polski socjolog, nauczyciel akademicki, urzędnik państwowy (ur. 1947)
- 2023:
  - Sejylda Bajszakow, kazachski piłkarz (ur. 1950)
  - Maria Karaczun, polska działaczka opozycji antykomunistycznej, uczestniczka powstania warszawskiego (ur. 1931)
  - Heide Simonis, niemiecka socjolog, ekonomistka, polityk, minister finansów, premier Szlezwika-Holsztynu (ur. 1943)
  - André Watts, amerykański pianista (ur. 1946)
- 2024:
  - Jan Cych, polski lekkoatleta, długodystansowiec (ur. 1944)
  - Marian Dembiński, polski nauczyciel, polityk, działacz związkowy, poseł na Sejm RP (ur. 1947)
  - Tonke Dragt, holenderska pisarka (ur. 1930)
  - Alojzy Henel, polski duchowny katolicki, misjonarz, autor książek o tematyce religijnej (ur. 1934)
  - Noriko Ohara, japońska seiyū (ur. 1935)
  - Wojciech Tarnowski, polski inżynier automatyk, profesor nauk technicznych (ur. 1936)
  - Bill Viola, amerykański artysta audiowizualny (ur. 1951)
  - Stanisław Wielgus, polski pilot doświadczalny, instruktor i konstruktor lotniczy, żołnierz AK (ur. 1926)
  - Marcel Zagouli Gbolié, iworyjski piłkarz (ur. 1961)
- 2025:
  - Rudolf van den Berg, holenderski reżyser i scenarzysta filmowy (ur. 1949)
  - Lucio Russo, włoski fizyk, matematyk, fizyk, historyk nauki (ur. 1944)
  - Martin Cruz Smith, amerykański pisarz (ur. 1942)
  - Janusz Wiśniewski, polski reżyser teatralny, scenograf, grafik, plakacista (ur. 1949)